# ツェルスカ
ツェルスカ（セルビア語:Церска、ボスニア語:Cerska、クロアチア語:Cerska）は、ボスニア・ヘルツェゴビナの村。ボスニア・ヘルツェゴビナを構成する2つの構成体のうち、スルプスカ共和国に属し、ヴラセニツァ地方の中心であるヴラセニツァ自治体にある。1991年の国勢調査では、2,814人が居住しており、うち99%にあたる2,785人はムスリム人（ボシュニャク人）であり、その他はセルビア人やユーゴスラビア人であった。ヴラセニツァの中心からは12キロメートル、セルビア国境からは11キロメートルである。
1992年から1995年までのボスニア・ヘルツェゴビナ紛争の間、町はスレブレニツァやその周囲の村々とともに、セルビア人勢力の支配地域に包囲されたボスニア・ヘルツェゴビナ政府軍の統制下の「飛び地」となった。しかし、1993年3月、セルビア人勢力はツェルスカを制圧し、その住民たちをトゥズラやスレブレニツァへと追放した。1995年、スレブレニツァがセルビア人勢力の手に落ちるとスルプスカ共和国軍によってスレブレニツァの虐殺が引き起こされた。スレブレニツァの虐殺事件では、1万人を超えるボシュニャク人（ムスリム人）の隊列がスレブレニツァからトゥズラへの脱出を目指した。その途上にあったツェルスカでは、多くの人々がスルプスカ共和国軍によって殺害された。
この周辺の地域では、多くの死体を埋設した複数の集団埋設地がみつかっている。